# Championnat de Maurice de football 1994-1995
Navigation
Saison précédente Saison suivante
La saison 1994-1995 de Barclays League est la cinquante-troisième édition de la première division mauricienne. Les huit meilleures équipes du pays s'affrontent en matchs simple au sein d'une poule unique. À la fin du championnat, le dernier du classement est relégué et remplacé par la meilleure équipe de deuxième division. 
C'est le club de Sunrise Flacq United qui a été sacré champion de Maurice pour la sixième fois de son histoire. Il termine en tête du classement final du championnat, avec neuf points d'avance sur le tenant du titre Fire Brigade SC.

Sunrise Flacq United se qualifie pour la Coupe des clubs champions africains 1996.

Il n'y a pas de club relégué en deuxième division car la saison suivante, on passe de huit équipes à douze équipes, ce qui profite à l'Olympique de l'Ouest, dernier du championnat.

## Les équipes participantes
| - Sunrise Flacq United - Fire Brigade SC - Cadets Club - Curepipe Cosmos | - Roche-Bois Boy Scouts - Olympique de l'Ouest - Police Club - Maurice Espoir (les moins de 21 ans) |

## Classement
Le classement est établi sur le barème de points classique (victoire à ? points, match nul à ?, défaite à ?).
| Rang | Équipe                  | Pts | J  | G  | N | P  | Bp | Bc | Diff |
| ---- | ----------------------- | --- | -- | -- | - | -- | -- | -- | ---- |
| 1    | Sunrise Flacq United    | 54  | 14 | 12 | 2 | 0  | 38 | 13 | +25  |
| 2    | Fire Brigade SC (T) (C) | 45  | 14 | 10 | 1 | 3  | 36 | 10 | +26  |
| 3    | Cadets Club             | 36  | 14 | 7  | 3 | 4  | 27 | 18 | +9   |
| 4    | Curepipe Cosmos         | 31  | 14 | 7  | 2 | 5  | 31 | 23 | +8   |
| 5    | Roche-Bois Boy Scouts   | 22  | 14 | 4  | 1 | 9  | 17 | 36 | -19  |
| 6    | Maurice Espoir          | 21  | 14 | 3  | 3 | 8  | 13 | 24 | -11  |
| 7    | Police Club             | 20  | 14 | 3  | 1 | 10 | 11 | 27 | -16  |
| 8    | Olympique de l'Ouest    | 16  | 14 | 3  | 1 | 10 | 19 | 43 | -24  |

| Légende : Qualifications et relégations | Légende : Qualifications et relégations                                        |
| --------------------------------------- | ------------------------------------------------------------------------------ |
|                                         | Qualification pour la Coupe des clubs champions africains 1996                 |
|                                         | Qualification pour la Coupe d'Afrique des vainqueurs de coupe de football 1996 |
|                                         | Relégué en deuxième division                                                   |
|                                         | (T) : Tenant du titre (C) : Vainqueur de la Coupe de Maurice                   |

## Bilan de la saison
| Championnat de Maurice de football 1994-1995             |                                 |
| Champion                                                 | Sunrise Flacq United (6e titre) |
| Coupes et trophées                                       |                                 |
| Vainqueur de la Coupe de Maurice 1994-1995               | Fire Brigade SC                 |
| Qualifications continentales                             |                                 |
| Coupe des clubs champions africains 1996                 | Sunrise Flacq United            |
| Coupe d'Afrique des vainqueurs de coupe de football 1996 | Fire Brigade SC                 |
| Promotions et relégations                                |                                 |
| Promus en Barclays League                                | Scouts Club                     |
| Promus en Barclays League                                | Faucon Noir                     |
| Promus en Barclays League                                | Mahébourg United                |
| Promus en Barclays League                                | Saint-Martin                    |
| Relégués en First League                                 | Aucun                           |